# ترانه ماه
«ترانه ماه» یا «مون سانگ» تک‌آهنگی از هنرمند اهل ایالات متحده آمریکا کارن او برای فیلم بلند او است که موسیقی و ترانه‌اش را با همکاری اسپایک جونز ساخته است. این ترانه هنگام پایان‌بندی (تیتراژ پایانی) فیلم پخش می‌شود. در طول فیلم هم شخصیت‌های اصلی فیلم سامانتا (اسکارلت جوهانسون) و تئودور (واکین فینیکس) ترانه را اجرا می‌کنند. این تک‌آهنگ را شرکت واترتاور موزیک ۱۱ فوریه ۲۰۱۴ منتشر کرد.
در ژانویه ۲۰۱۴، این آهنگ نامزد جایزه اسکار بهترین ترانه در هشتاد و ششمین دوره جوایز اسکار شد. اما جایزه را به رهایش کن از فیلم منجمد باخت. کارن او، ترانه را به همراه ازرا کونینگ در مراسمی در ۲ مارس ۲۰۱۴ و با گیتار اجرا کرد. در دسامبر ۲۰۱۴، نامزد «بهترین ترانه نوشته‌شده برای رسانه‌های تصویری» در ۵۷مین مراسم جایزه گرمی شد اما بازهم در مقابل رهایش کن بازنده شد. 

## فهرست اجراها
| مون سانگ (ترانه ماه): الهام‌گرفته از فیلم او - تک‌آهنگ | مون سانگ (ترانه ماه): الهام‌گرفته از فیلم او - تک‌آهنگ   | مون سانگ (ترانه ماه): الهام‌گرفته از فیلم او - تک‌آهنگ | مون سانگ (ترانه ماه): الهام‌گرفته از فیلم او - تک‌آهنگ | مون سانگ (ترانه ماه): الهام‌گرفته از فیلم او - تک‌آهنگ |
| شماره                                                | نام                                                    | نویسنده(ها)                                          | Artist                                               | مدت                                                  |
| ---------------------------------------------------- | ------------------------------------------------------ | ---------------------------------------------------- | ---------------------------------------------------- | ---------------------------------------------------- |
| ۱.                                                   | «مون سانگ (ترانه ماه)» (نسخه استودیویی هم‌خوانی دونفره) | کارن او، اسپایک جونز                                 | کارن او و ازرا کونینگ                                | ۳:۰۵                                                 |
| ۲.                                                   | «مون سانگ (ترانه ماه)» (تیتراژ پایانی فیلم او)         | کارن او و اسپایک جونز                                | کارن او                                              | ۲:۲۶                                                 |
| ۳.                                                   | «مون سانگ (ترانه ماه)» (نسخه اجراشده در فیلم)          | کارن او و اسپایک جونز                                | اسکارلت جوهانسون و واکین فینیکس                      | ۱:۵۰                                                 |
| مجموع مدت:                                           | مجموع مدت:                                             | مجموع مدت:                                           | مجموع مدت:                                           | ۷:۲۱                                                 |